# Jatiya Rakkhi Bahini
Jatiya Rakkhi Bahini (bengali : জাতীয় রক্ষী বাহিনী; Yātīy.a Rakṣī Bāhinī; traduit : Force de sécurité nationale) était une force paramilitaire d'élite formée le 8 février 1972 par le gouvernement dirigé par Sheikh Mujibur Rahman par un ordre communément appelé « Jatiyo Rakkhi Bahini Act, 1972 » après la guerre de libération du Bangladesh.